# لاکهید سی‌ال-۴۷۵
لاکهید سی‌ال-۴۷۵ (به انگلیسی: Lockheed CL-475) یک هواگرد آزمایشی ساختِ کارخانهٔ لاکهید کورپوریشن در کشور ایالات متحده آمریکا است. این هواگرد برای نخستین بار در ۲ نوامبر ۱۹۵۹ میلادی مورد استفاده قرار گرفت. تنها یک فروند از آن ساخته شد.